# Coccoloba rigida
Coccoloba rigida är en slideväxtart som beskrevs av Carl Ludwig von Willdenow och Melssn.. Coccoloba rigida ingår i släktet Coccoloba och familjen slideväxter. Inga underarter finns listade i Catalogue of Life.